# Lori Black
Lori Black (Santa Monica, 9 aprile 1954) è una bassista statunitense, anche conosciuta con il nomignolo Lorax.

## Biografia
Figlia dell'attrice americana Shirley Temple, ha suonato il basso con i Clown Alley e con i Melvins, ai quali si unì quando la band si trasferì dallo stato di Washington alla California. Con i Melvins ha suonato dal 1987 al 1991, e per una parte del 1993, incidendo negli album OZMA, Bullhead, Eggnog, e Your Choice Live Series Vol.12.
Nel 1998 si diffuse una voce che la dava per morta di overdose di eroina, ma Tom Flynn (manager della Boner Records) smentì la voce, affermando che la Black non era morta e che viveva a San Francisco. Dopo l'esperienza con i Melvins non ha più suonato in nessun'altra band.

## Discografia
- 1985 - Circus Of Chaos - Clown Alley
- 1989 - OZMA - Melvins
- 1991 - Bullhead - Melvins
- 1991 - Eggnog (EP) - Melvins
- 1991 - Your Choice Live Series Vol.12 - Melvins
- 1993 - Houdini - Melvins